# Solanella rosea
Solanella rosea är en svampart som beskrevs av Vanha 1910. Solanella rosea ingår i släktet Solanella, ordningen disksvampar, klassen Leotiomycetes, divisionen sporsäcksvampar och riket svampar.   Inga underarter finns listade i Catalogue of Life.